# Zenon Kwoka
Zenon Kwoka (ur. 3 stycznia 1954 w Gdańsku) – działacz NSZZ „Solidarność”, delegat na I Krajowy Zjazd Delegatów NSZZ Solidarność w 1981.
W 1980 został członkiem Ruchu Młodej Polski. Był inicjatorem strajku w Zakładzie Komunikacji Miejskiej Gdyni (stanowiącym część Wojewódzkiego Przedsiębiorstwa Komunikacji w Gdańsku) 15 sierpnia 1980 i przewodniczącym Komisji Zakładowej „Solidarność” w tymże zakładzie. 16 sierpnia został wydelegowany jako przedstawiciel ZKM do strajkującej Stoczni Gdańskiej im. Lenina. Został asystentem Lecha Wałęsy przez cały czas trwania strajku. Wybrany przewodniczącym komisji zakładowej „S” w WPK, był członkiem Zarządu Regionu Gdańskiego „Solidarności” i delegatem na I Krajowy Zjazd Delegatów „Solidarności” w 1981. W czasie stanu wojennego dotkliwie pobity w czasie pacyfikacji strajku w stoczni przez oddziały ZOMO 16 grudnia 1981. Zatrzymany, internowany w Ośrodkach Odosobnienia w Iławie i Kwidzynie. Internowany na 8 miesięcy, w ramach represji zwolniony z pracy.

## Życie prywatne
W 1979 roku ukończył Ukończył Średnie Studium Zawodowe Wojewódzkiego Zjednoczenia Gospodarki Komunalnej i Mieszkaniowej w Gdańsku. W roku 2005 zdobył tytuł magistra na Wydziale Nauk Społecznych Uniwersytetu Gdańskiego.
Żonaty, trzy córki – Kornelia, Alicja, Natalia.

## Odznaczenia
30 sierpnia 2018 został odznaczony Krzyżem Wolności i Solidarności.